# MOBO Awards 2025
Die MOBO Awards 2025 wurden am 18. Februar 2025 in der Utilita Arena in Newcastle, England verliehen. Es handelte sich um die 27. Ausgabe der MOBO Awards. Die Abkürzung steht für „music of black origin“, gemeint ist damit überwiegend Black Music.
Sponsoren waren das Newcastle City Council, BBC, got2b, Marshall, LNER und Loco Music Company. Moderatoren waren Eddie Kadi und Indyah Polack.
Die Nominierungen wurden am 4. Dezember 2024 verkündet.

## Preisträger und Nominierte
Die Gewinner sind fett markiert und vorangestellt.
| Best Newcomer | Song of the Year |
| --- | --- |
| Odeal - Chy Cartier - Elmiene - Fimiguerrero - Flowerovlove - Jordan Adetunji - Len - Leostaytrill - Myles Smith - Pozer | - Darkoo feat. Dess Dior – Favourite Girl - Central Cee feat. Lil Baby – Band4Band - Chase & Status and Stormzy – Backbone - Jordan Adetunji – Kehlani - Leostaytrill – Pink Lemonade - Odeal – Soh-soh                   |
| Video of the Year | Best African Music Act |
| - Mnelia – My Man (Regie: Femi Bello) - Meekz – Mini Me’s (Regie: Kc Locke) - Raye – Genesis (Regie: Otis Dominique and Raye) - Sampha – Only (Regie: Dexter Navy) - Skepta – Gas Me Up (Diligent) (Regie: Steveo) - Unknown T feat. Loyle Carner – Hocus Pocus (Regie: Felix Brady) | - Ayra Starr (Nigeria) - Asake (Nigeria) - Bnxn & Ruger (Nigeria) - King Promise (Ghana) - Odumodublvck (Nigeria) - Rema (Nigeria) - Shallipopi (Nigeria) - Tems (Nigeria) - Tyla (Südafrika) - Uncle Waffles (Südafrika) |
| Best International Act | Best Media Personality |
| - Ayra Starr - Asake - Beyoncé - GloRilla - Kendrick Lamar - Latto - Megan Thee Stallion - Nicki Minaj - Tems - Tyla | - 90's Baby Show - AJ Odudu - Chuckie Online - Craig Mitch - Henrie Kwushue - Madame Joyce - Micah Richards - Specs Gonzalez - The Receipts Podcast - Zeze Millz                                                          |
| Best Performance in a TV Show/Film | Best Male Act |
| - Jacob Anderson als Louis in Interview with the Vampire - Angela Wynter als Yolande Trueman In EastEnders - Caroline Chikezie als Noma in Power Book II: Ghost - Diane Parish als Denise Fox in EastEnders - Dionne Brown als Queenie in Queenie - Ghetts als Krazy in Supacell - Jasmine Jobson als Jaq In Top Boy - Josh Tedeku als Tazer In Supacell - Kingsley Ben-Adir als Bob Marley in Bob Marley: One Love - Tosin Cole als Michael in Supacell | - Central Cee - Bashy - D-Block Europe - Ghetts - Nemzzz - Sampha |
| Best Female Act | Album of the Year |
| - Darkoo - Cleo Sol - Jorja Smith - Little Simz - Nia Archives - Raye | - Bashy – Being Poor Is Expensive - Cleo Sol – Gold - Ghetts – On Purpose, With Purpose - Jorja Smith – Falling or Flying - Sampha – Lahai - Skrapz – Reflection                                                          |
| Best Hip-Hop Act | Best R&B/Soul Act |
| - Bashy - Cristale - Headie One - Nines - Potter Payper - Skrapz | - Odeal - Cleo Sol - Elmiene - Flo - Jaz Karis - Jorja Smith - Nippa - Sasha Keable - Shae Universe - Sinead Harnett |
| Best Drill Act | Best Grime Act |
| - Pozer - 163Margs - Central Cee - Headie One - Kairo Keyz - K-Trap | - Scorcher - Chip - D Double E - Duppy - Kruz Leone - Manga Saint Hilare |
| Best Alternative Music Act | Best Caribbean Music Act |
| - ALT BLK ERA - Bob Vylan - Hak Baker - Kid Bookie - Native James - Spider | - Shenseea - Popcaan - Skillibeng - Spice - Valiant - YG Marley |
| Best Electronic/Dance Music Act | Best Jazz Act |
| - TSHA - Eliza Rose - Nia Archives - Pinkpantheress - Salute - Shygirl | - Ezra Collective - Amy Gadiaga - Blue Lab Beats - Ego Ella May - Kokoroko - Yussef Dayes |
| Best Gospel Act | Best Producer |
| - Annatoria - Imrhan - Limoblaze - Reblah - Still Shadey - Volney Morgan & New Ye | - Juls - Ceebeaats - Inflo - M1onthebeat - P2J - Sammy Soso |